# Lundey (ö i Island, Norðurland eystra)
Lundey (isländska: [ˈlʏntˌeiː], "Lunneön") är en liten ö i republiken Island. Den ligger i regionen Norðurland eystra, i den norra delen av landet. Ön är obebodd och ligger i bukten Skjálfandi cirka 8,3 kilometer från Húsavík.
Lundey är den minsta av två öar i bukten, den andra är Flatey. Lundey är cirka 300 meter lång och 150 meter bred. Dess högsta punkt ligger cirka 34 meter över havet. Dess namn på isländska betyder lunnefågel; över 200 000 lunnefåglar häckar på öns klippor på sommaren, därav dess namn. Ön ligger bara 50 kilometer söder om Norra polcirkeln och har därför 24 timmars dagsljus under sommarsolståndet.